# Thomas Richter (Eishockeyspieler)
Thomas Richter (* 26. Januar 1983 in Penzberg) ist ein deutscher Eishockeyspieler, der seit der Saison 2015/16 wieder für den Herner EV aus der Oberliga spielt.

## Karriere
Thomas Richter wechselte nach seiner Zeit bei den Jungadlern Mannheim, für die er in der Eishockey-Oberliga, der Eishockey-Regionalliga und der Deutschen Nachwuchsliga aufs Eis ging, im Jahr 2001 zum ESV Bayreuth. Im Jahr 2000 spielte Richter bei der U-18 Weltmeisterschaft für die deutsche U-18-Nationalmannschaft. 
Zur Saison 2002/03 schloss er sich den Augsburger Panthern an, wo der gelernte Stürmer allerdings nur in der zweiten Mannschaft zum Einsatz kam. Nach zwei Jahren bei den Zweitligisten Schwenninger Wild Wings, mit denen er jeweils die Playoffs erreichte, wechselte Richter zur Saison 2005/06 zu den Moskitos Essen. Dort trug er in seiner ersten Saison zum Klassenerhalt bei, als er mit seinem dritten Saisontreffer im entscheidenden Spiel der Abstiegsrunde gegen den EC Bad Tölz den Klassenerhalt der Essener sicherte. Während der folgenden zwei Spielzeiten in Essen wurde er vom damaligen Essener Trainer Jari Pasanen vom Stürmer zum Verteidiger umgeschult. 
Nach der Insolvenz der Moskitos unterschrieb Richter 2008 einen Probevertrag bei den Lausitzer Füchsen, die er allerdings nach nur vier Einsätzen wieder verließ. Nachdem er die Saison 2009/10 in der Bayernliga beim ERV Schweinfurt verbracht hatte, kehrte er 2010 zu den Moskitos Essen in die Oberliga West zurück.
Zur Saison 2011/12 wechselte er zum EHC Dortmund. Bei den Elchen wurde Richter schnell zum Führungsspieler, wechselte zur Saison 2012/13 in die Regionalliga zum Herner EV und schaffte dort mit der Mannschaft den Aufstieg in die Oberliga West. Zur Saison 2013/14 wechselte er dann nach Hamm zu den Eisbären und 2014 dann wieder zu den Moskitos Essen.
Seit 2015 spielt Richter wieder für den Herner EV.

## Karrierestatistik
| 1999/2000            | Mannheimer ERC II    | OL                   | 5   | 0  | 0  | 0  | 0   | –  | – | – | – | – |
| 2000/01              | Jungadler Mannheim   | DNL                  | 49  | 6  | 5  | 11 | 12  | –  | – | – | – | – |
| 2001/02              | ESV Bayreuth         | OL                   | 26  | 0  | 4  | 4  | 8   | –  | – | – | – | – |
| 2002/03              | Augsburger EV 1b     | OL                   | 52  | 12 | 14 | 26 | 93  | –  | – | – | – | – |
| 2003/04              | SERC Wild Wings      | 2. BL                | 49  | 5  | 8  | 13 | 24  | 3  | 0 | 1 | 1 | 4 |
| 2004/05              | SERC Wild Wings      | 2. BL                | 47  | 3  | 2  | 5  | 16  | 7  | 0 | 0 | 0 | 2 |
| 2005/06              | Moskitos Essen       | 2. BL                | 72  | 3  | 0  | 3  | 18  | –  | – | – | – | – |
| 2006/07              | Moskitos Essen       | 2. BL                | 49  | 2  | 8  | 10 | 0   | 4  | 0 | 1 | 1 | 0 |
| 2007/08              | Moskitos Essen       | 2. BL                | 51  | 1  | 4  | 5  | 24  | 6  | 0 | 0 | 0 | 0 |
| 2008/09              | Lausitzer Füchse     | 2. BL                | 4   | 0  | 0  | 0  | 0   | –  | – | – | – | – |
| 2009/10              | ERV Schweinfurt      | RL                   | 26  | 9  | 9  | 18 | 59  | 2  | 0 | 1 | 1 | 0 |
| 2010/11              | Moskitos Essen       | OL                   | 40  | 13 | 22 | 35 | 30  | 3  | 0 | 0 | 0 | 2 |
| 2011/12              | EHC Dortmund         | OL                   |     |    |    |    |     |    |   |   |   |   |
| DNL gesamt           | DNL gesamt           | DNL gesamt           | 49  | 6  | 5  | 11 | 12  | –  | – | – | – | – |
| 2. Bundesliga gesamt | 2. Bundesliga gesamt | 2. Bundesliga gesamt | 272 | 14 | 22 | 36 | 84  | 20 | 0 | 2 | 2 | 6 |
| Oberliga gesamt      | Oberliga gesamt      | Oberliga gesamt      | 123 | 25 | 40 | 65 | 131 | 3  | 0 | 0 | 0 | 2 |
| Regionalliga gesamt  | Regionalliga gesamt  | Regionalliga gesamt  | 26  | 9  | 9  | 18 | 58  | 2  | 0 | 1 | 1 | 0 |

(Legende zur Spielerstatistik: Sp oder GP = absolvierte Spiele; T oder G = erzielte Tore; V oder A = erzielte Assists; Pkt oder Pts = erzielte Scorerpunkte; SM oder PIM = erhaltene Strafminuten; +/− = Plus/Minus-Bilanz; PP = erzielte Überzahltore; SH = erzielte Unterzahltore; GW = erzielte Siegtore; 1 Play-downs/Relegation; Kursiv: Statistik nicht vollständig)